# Roger z Marston
Roger z Marston (ur. ok. 1250, zm. ok. 1303) – angielski franciszkanin, teolog i filozof scholastyczny. 
Był słuchaczem wykładów prowadzonych ok. 1270 r. w Paryżu przez Jana Peckhama. Wtedy to zaprzyjaźnił się z mistrzem oraz poznał włoskiego filozofa i franciszkanina Mateusza z Aquasparty. Później studiował kilka lat w Oksfordzie, w którym też wykładał. 
W teologii podążał za interpretacjami ewangelicznymi Peckhama, a w filozofii uznał jednoznacznie czas za absolut.